# 原汁

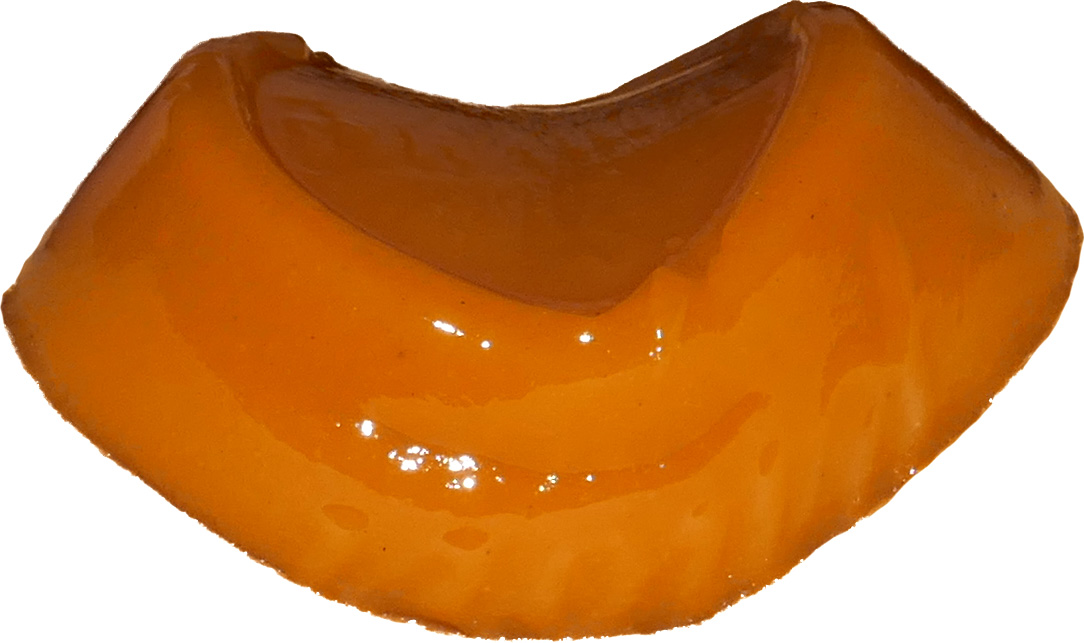

原汁，在烹调专业中，指食料（肉、菜等）经过熬煮一段时间之后，从其中分解出来的浓汁。中餐通常采用大火收汁的方法，将原汁熬浓，以至粘稠，然后浇在烹熟的食料上面。西餐也有原汁浇盖的手法。另外在西餐中，还可以把原汁用在其他食料上，类似中餐高汤的用法。在西方，原汁还可以制作成原汁罐头，成为一种方便烹调佐料。